# Wilfried Naegeli

Wilfried Naegeli (1971)

Wilfried Henry Naegeli, vor 1993 Nägeli (* 14. Februar 1932 in Gloversville, New York; † 15. April 2023 in Meggen, Luzern) war ein Schweizer Arzt und Politiker (Republikanische Bewegung).

## Werdegang
Nägeli studierte von 1951 bis 1956 Medizin in Zürich, Montpellier und Hamburg, und bestand 1959 das Staatsexamen. 1966 promovierte er zum Dr. med. Von 1962 bis 1967 wirkte er als praktizierender Arzt in Elgg, und von 1967 bis 1975 in Aadorf (Thurgau). Er trat 1971 der Republikanischen Bewegung der Schweiz bei und wurde bei den Wahlen im Herbst desselben Jahres in den Nationalrat gewählt. 1975 gehörte er zu den Mitbegründern der Eidgenössisch-Demokratischen Union und kandidierte für diese bei den Nationalratswahlen im Kanton Zürich, allerdings ohne Erfolg.
Nägeli verstarb am 15. April 2023 in der Gemeinde Meggen, er blieb bis ins hohe Alter politisch aktiv.